# Lista de duquesas de Iorque

Brasão de armas da atual duquesa Sara Ferguson, usado de 1986 a 1996.

Duquesa de Iorque é um título da Monarquia britânica adquirido por casamento. A primeira duquesa de Iorque foi Isabel de Castela, como esposa de Edmundo de Langley, filho do rei Eduardo III de Inglaterra e de Filipa de Hainault. Já Ana Hyde e Frederica Carlota da Prússia, foram duquesas de Iorque e de Albany, sendo o último um título originalmente escocês. 
A atual duquesa é Sara Ferguson, que em 1986 se casou com o príncipe André, Duque de Iorque, filho de Isabel II do Reino Unido e de Filipe, Duque de Edimburgo. Os dois se divorciaram em 1996, porém ela continua a reter o título. 

## Casa de Iorque
| Imagem | Nome              | Nascimento             | Morte                  | Casa originária      | Casamento                | De                       | Até                    | Esposa de             |
| ------ | ----------------- | ---------------------- | ---------------------- | -------------------- | ------------------------ | ------------------------ | ---------------------- | --------------------- |
| -      | Isabel de Castela | 1355                   | 23 de novembro de 1392 | Dinastia de Borgonha | 11 de julho de 1372      | 11 de julho de 1372      | 23 de novembro de 1392 | Edmundo de Langley    |
| -      | Joana Holland     | c. 1380                | 12 de abril de 1434    | Família Holland      | c. 4 de novembro de 1393 | c. 4 de novembro de 1393 | 1 de agosto de 1402    | Edmundo de Langley    |
|        | Filipa de Mohun   | c. 1376                | 17 de julho de 1431    | Família Mohun        | 7 de outubro de 1398     | 1402                     | 1415                   | Eduardo de Norwich    |
|        | Cecília Neville   | 3 de maio de 1415      | 31 de maio de 1495     | Casa de Neville      | outubro de 1429          | 1425                     | 1460                   | Ricardo Plantageneta  |
|        | Ana de Mowbray    | 10 de dezembro de 1472 | 19 de novembro de 1481 | Família Mowbray      | 15 de janeiro de 1478    | 15 de janeiro de 1478    | 19 de novembro de 1481 | Ricardo de Shrewsbury |

## Casa de Stuart
| Imagem | Nome                                                      | Nascimento            | Morte               | Casa originária      | Casamento              | De                     | Até                    | Esposa de                            |
| ------ | --------------------------------------------------------- | --------------------- | ------------------- | -------------------- | ---------------------- | ---------------------- | ---------------------- | ------------------------------------ |
|        | Ana Hyde (Duquesa de Iorque e Albany)                     | 12 de março de 1637   | 31 de março de 1671 | Família Hyde         | 3 de setembro de 1660  | 3 de setembro de 1660  | 31 de março de 1671    | Jaime II de Inglaterra               |
|        | Maria de Módena                                           | 5 de outubro de 1658  | 7 de maio de 1718   | Família Este         | 30 de setembro de 1673 | 30 de setembro de 1673 | 6 de fevereiro de 1685 | Jaime II de Inglaterra               |
|        | Frederica Carlota da Prússia (Duquesa de Iorque e Albany) | 7 de maio de 1767     | 6 de agosto de 1820 | Casa de Hohenzollern | 29 de setembro de 1791 | 29 de setembro de 1791 | 6 de agosto de 1820    | Frederico, Duque de Iorque e Albany  |
|        | Maria de Teck                                             | 26 de maio de 1867    | 24 de março de 1953 | Casa de Württemberg  | 6 de julho de 1893     | 6 de julho de 1893     | 6 de maio de 1910      | Jorge V do Reino Unido               |
|        | Isabel Bowes-Lyon                                         | 4 de agosto de 1900   | 30 de março de 2002 | Família Bowes-Lyon   | 26 de abril de 1923    | 26 de abril de 1923    | 11 de dezembro de 1936 | Jorge VI do Reino Unido              |
|        | Sara Ferguson                                             | 15 de outubro de 1959 | -                   | Família Ferguson     | 23 de julho de 1986    | 23 de julho de 1986    | 30 de maio de 1996     | André, Duque de Iorque (divorciados) |